# Приходько, Сергей Александрович (украинский футболист)
Серге́й Алекса́ндрович Прихо́дько (укр. Сергій Олександрович Приходько; 21 января 1994) — украинский футболист, полузащитник

## Биография
Воспитанник футбольной академии харьковского «Арсенала» и мариупольского «Ильичёвца». После завершения обучения начал играть во второй лиге за «Ильичёвец-2». В сезоне 2012/13 футболист провёл 9 матчей в юношеском первенстве, по итогам которого 19-летние игроки «Ильичёвца» завоевали серебряные медали. В следующем сезоне Приходько в составе «ильичей» становился победителем молодёжного первенства. В следующем году число его игр в дубле мариупольцев достигло 50. Был капитаном молодёжки, а также показывал лучшие результаты среди её игроков в тесте Купера.
В главной команде «Ильичёвца» Приходько дебютировал 23 августа 2014 года в матче 1/16 финала Кубка Украины против перволигового «Николаева». Через месяц состоялся дебют футболиста и в Премьер-лиге. 20 сентября на 89-й минуте игры против донецкого «Металлурга» полузащитник заменил Андрея Оберемко. До конца сезона молодой полузащитник успел поучаствовать ещё в трёх играх высшего дивизиона, в одной из которых, против донецкого «Шахтёра», сыграл все 90 минут.